# Svävflugor
Svävflugor (Bombyliidae) är en familj i insektsordningen tvåvingar. 
Familjen är mycket artrik (minst 4 500 arter) och spridd över större delen av världen. Särskilt många arter finns i varmare och torrare områden, som södra Afrika, centrala Asien och Nordamerikas stäpper och halvöknar, samt i Australien. I Sverige finns cirka 20 arter. Familjen är också mycket mångformig, med både från endast ett par millimeter långa och sparsamt behårade arter, till över en centimeter långa, kraftigt behårade arter. 
Svävflugor har fullständig förvandling och genomgår utvecklingsstadierna ägg, puppa, larv och imago. Larverna livnär sig som parasiter på andra insekter, bland annat på larver och ägg i bon av solitära bin och myror och äggsamlingar av gräshoppor. 
Som fullbildade insekter söker svävflugorna näring i blommor. En del arter har en lång sugsnabel, med vilken de kan suga nektar ur en blomma medan de svävar framför den. Andra arter har en kortare sugsnabel och måste slå sig ner på blomman. 

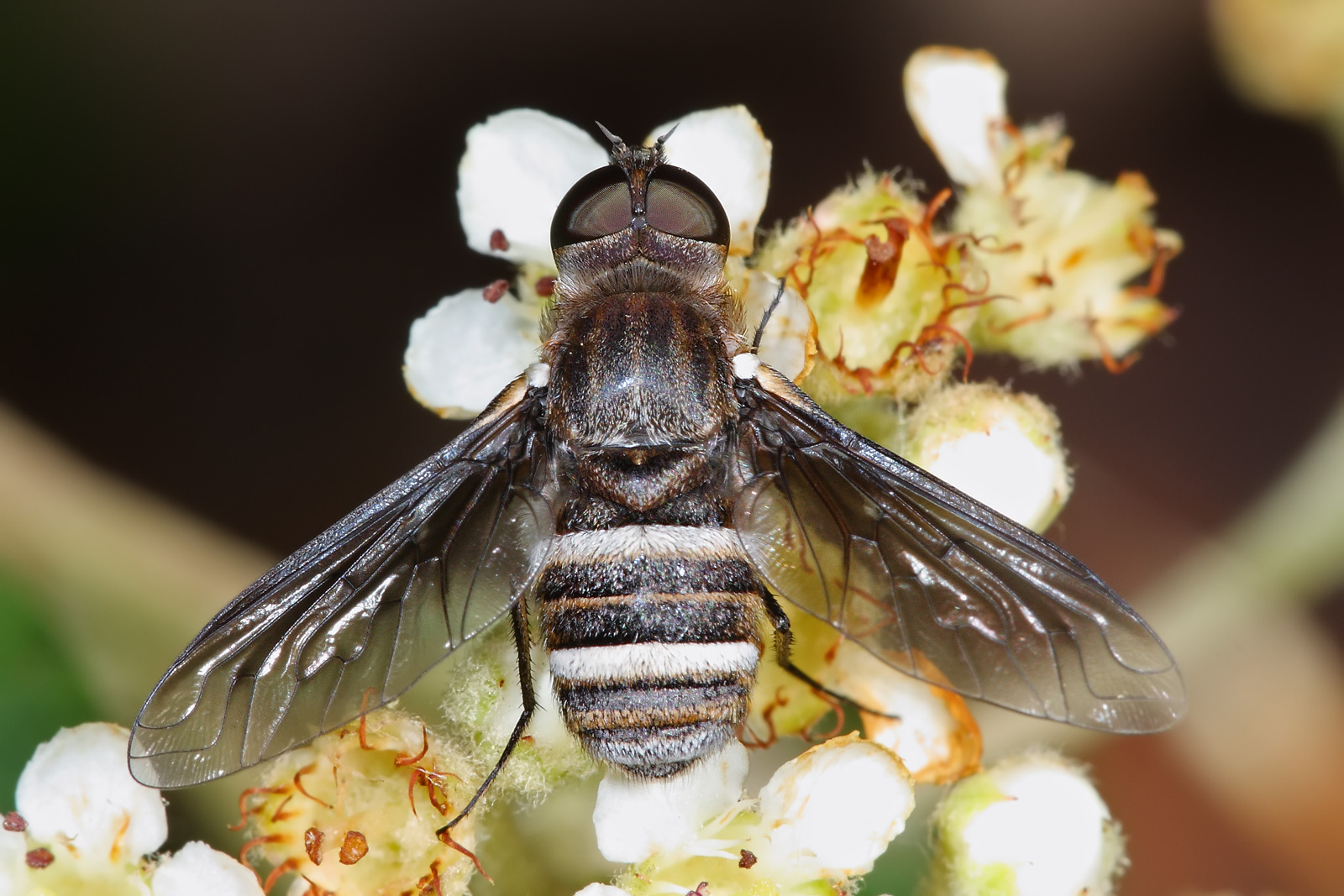
Art från släktet Villa
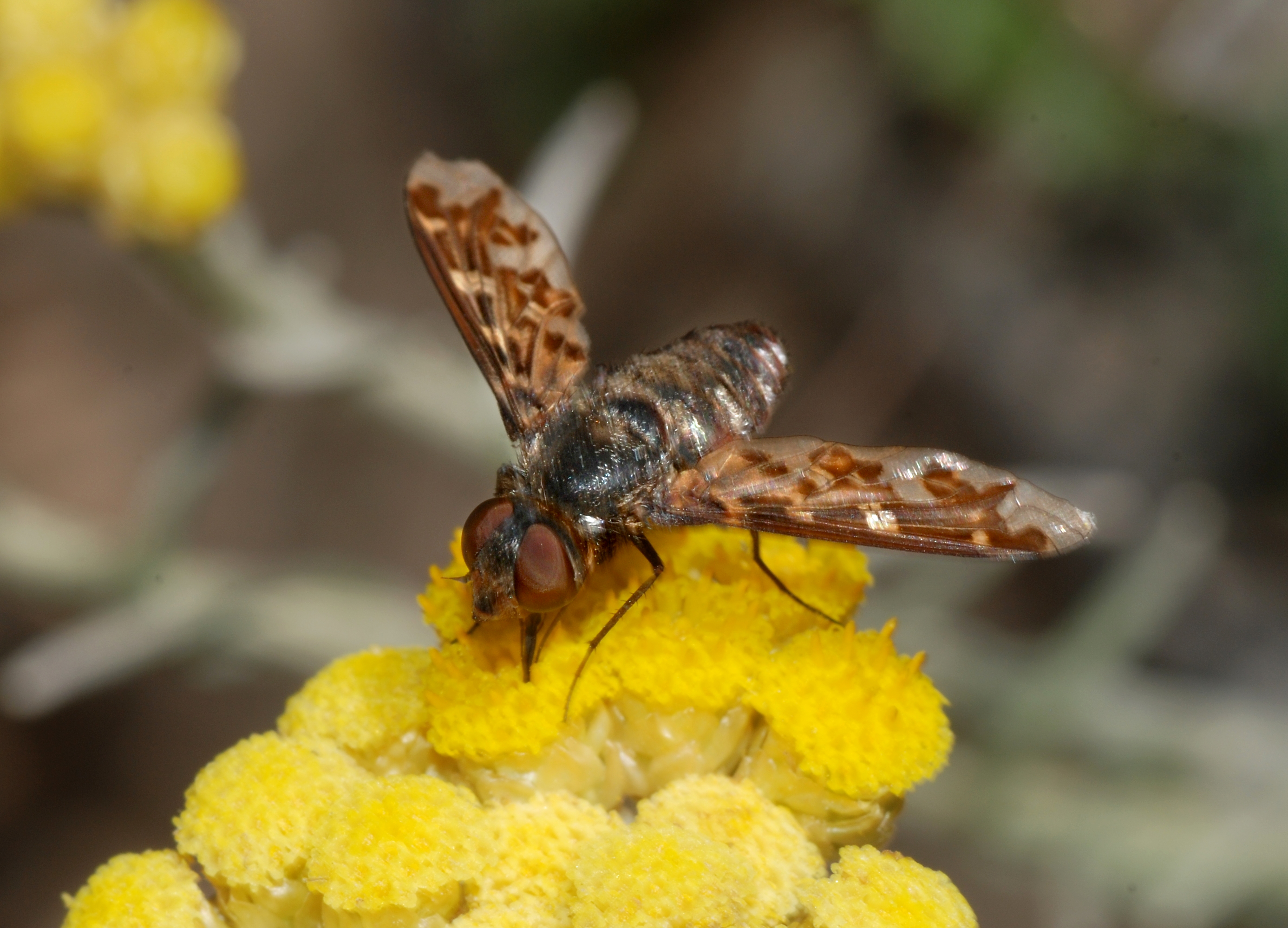
Exoprosopa italica
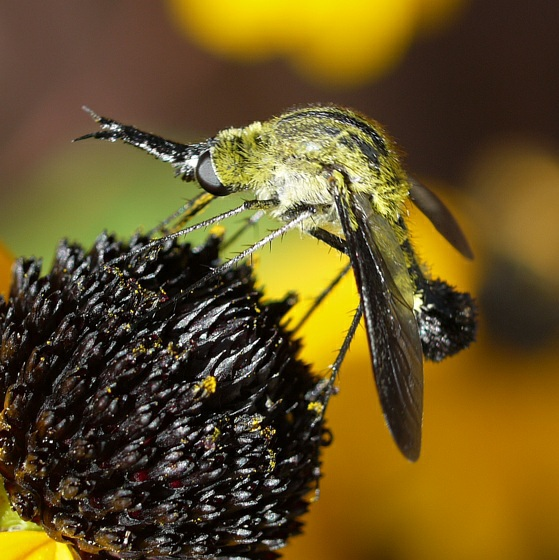
Lepidophora lutea